# His Pride and Shame
His Pride and Shame è un cortometraggio muto del 1916 diretto da Charley Chase (con il nome Charles Parrott) e da Ford Sterling. Sceneggiato e prodotto da Mack Sennett per la Keystone, il film venne distribuito nel febbraio 1916.

## Produzione
Il film, durante la lavorazione, prese il nome di His Father's Pride e di The Chief's Son. Fu prodotto dalla Keystone Film Company che, all'epoca, faceva parte della Triangle Film Corporation.

## Distribuzione
Distribuito dalla Triangle Distributing, il film uscì nelle sale cinematografiche USA il 6 febbraio 1916.